# Diversidad sexual en América del Norte
La homosexualidad en América del Norte no está penalizada en ningún lugar y en Canadá (desde 2003), Groenlandia (desde 2006), Estados Unidos (desde 2015) y México (desde 2022) el matrimonio igualitario es legal en todos sus territorios. Ello no implica una visión favorable a la diversidad sexual en todos los lugares pues la homofobia continúa siendo importante en algunos sectores de las diversas sociedades del continente.

## Visión general
Esta zona incluye 3 estados (Canadá, Estados Unidos y México) y la isla de Groenlandia (nación constituyente del Reino de Dinamarca). A fecha de 2024 se estimaba su población en 516 millones de habitantes.
Particularmente México y Estados Unidos se pelean el puesto como el país menos tolerante globalmente con la comunidad LGBT en la región. Pese a ello existen diversos lugares de estos países que son considerados entre los más tolerantes del continente americano, especialmente en los estados progresistas y liberales del norte y otras latitudes de Estados Unidos, mientras que al mismo tiempo los estados del sur de Estados Unidos figuran entre los estados más conservadores y religiosos siendo los mayores representantes de la discriminación hacia los homosexuales. En este último caso figuran trece estados como las últimas entidades administrativas de la región en derogar sus leyes de sodomía por la Corte Suprema de los Estados Unidos en el año 2003.
Sin embargo los altos niveles de desarrollo y con ello el cambio cultural hacen ver una marcada tendencia hacia la aceptación de la homosexualidad que continúa en pleno desarrollo en los tres países del subcontinente, siendo este tema objeto de debate a nivel social, político y religioso.

## Por países

### Canadá

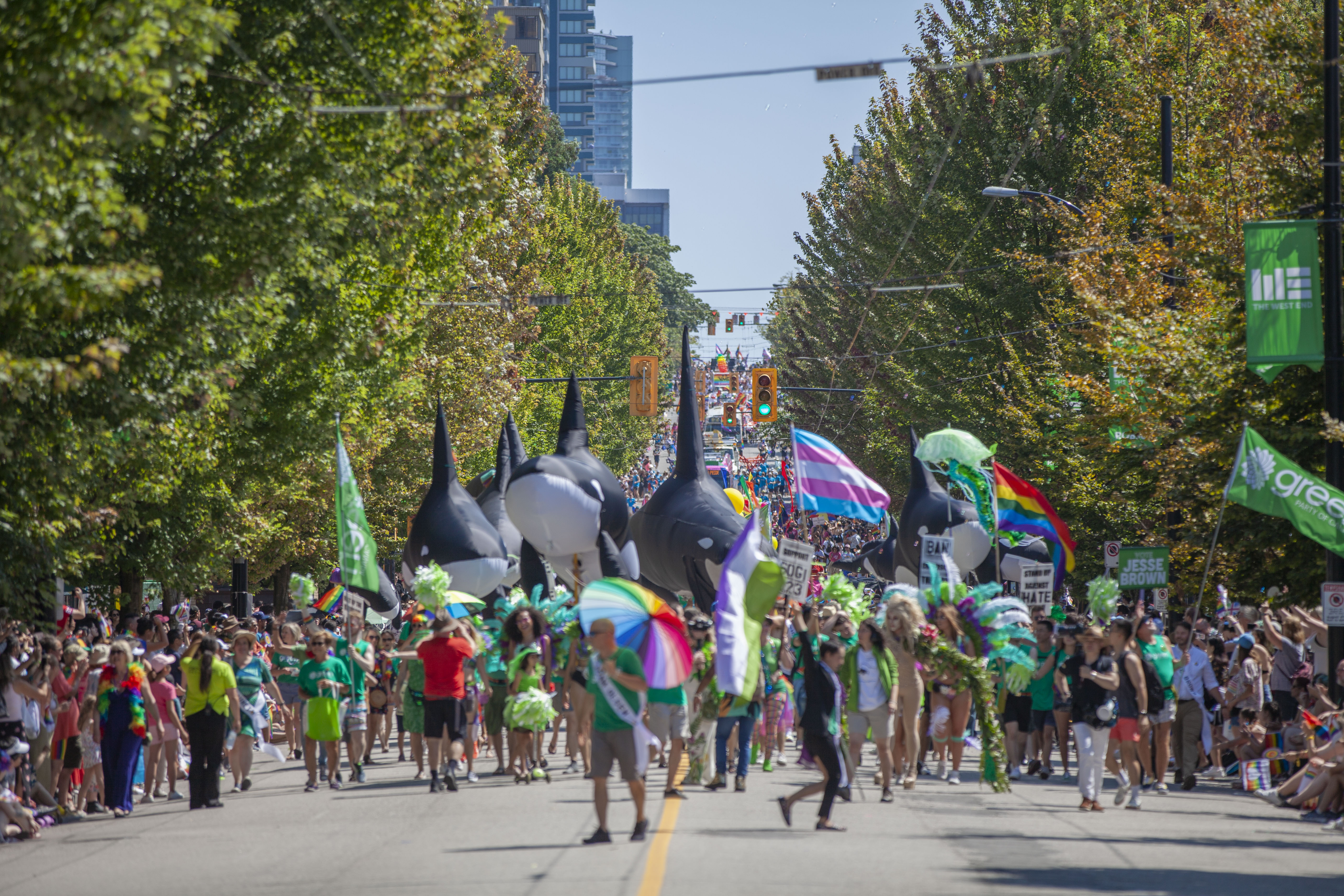
Detalle de la Manifestación del Orgullo LGBT celebrada en Vancouver (2019)

Canadá es considerado uno de los países más tolerantes del mundo respecto a la diversidad sexual en el que las personalidades públicas pueden afirmar su orientación sexual sin preocupación. Ello ha supuesto que el país sea un destino receptor de inmigración LGBT especialmente desde la aprobación en 1993 del procedimiento para conceder solicitudes de asilo humanitario. Las principales ciudades del país, como Montreal, Vancouver, Toronto y Quebec, todas ellas consideradas LGBT-friendly, tienen una amplia oferta destinada al turismo homosexual y cuentan con la presencia de barrios LGBT.
Históricamente existen registros de que, en tiempos precolombinos, en algunas tribus de las Naciones Originarias de Canadá existían personas de "dos espíritus" que manifestaban conductas asociadas a los géneros masculino y femenino en un solo individuo pudiendo, o no, ser homosexuales. Estas personas eran aceptadas dentro de la comunidad y tenían asignadas tareas específicas para ellos al interior de la sociedad. Con el advenimiento de la colonización, durante la época de la Norteamérica británica, se impuso una legislación que castigó la sodomía hasta con pena de muerte.
Una vez que el país alcanzó su independencia las leyes de sodomía fueron abolidas en 1969 a instancia del entonces Ministro de Justicia Pierre Elliott Trudeau. Al defender la posición del gobierno Trudeau abogaba que "el estado no tiene intereses en los dormitorios de la nación". A ello siguieron modificaciones legislativas como la aprobación de las uniones civiles para parejas homosexuales (1999), la adopción de menores (1996), la prohibición de las terapias de reorientación sexual (2022) y, significativamente, fue el primer país de América en aprobar el matrimonio igualitario  en la totalidad de su territorio (2005).El Ministerio de Asuntos Exteriores, Unión Europea y Cooperación del Gobierno de España, en sus recomendaciones de viaje fechadas en julio de 2024, destaca que "en los años 60 se despenalizó la homosexualidad, en 1982 la igualdad de derechos se reflejó en la “Canadian Charter of Rights and Freedoms” y en 2005 se aprobó el “Civil Marriage Act” que permite el matrimonio entre personas del mismo sexo en todo Canadá. Con carácter general, la sociedad canadiense es una sociedad abierta y tolerante hacia los colectivos LGTBI y otros grupos vulnerables".

"Yo había oído muchas cosas buenas sobre Toronto y cómo es mejor que cualquier otro país en dar la bienvenida a las personas LGBT. Irán no es un lugar seguro para la gente gay. Me quedé en Turquía durante dos años y dos meses. Canadá ha aprobado los matrimonios gay desde hace muchos años. Se habla mucho acerca de cómo se trata a las personas homosexuales. Estoy tan feliz de estar aquí, de poder ser quien soy".
Elina Azari (rcinet.ca, 14 de septiembre de 2014) 

### Estados Unidos

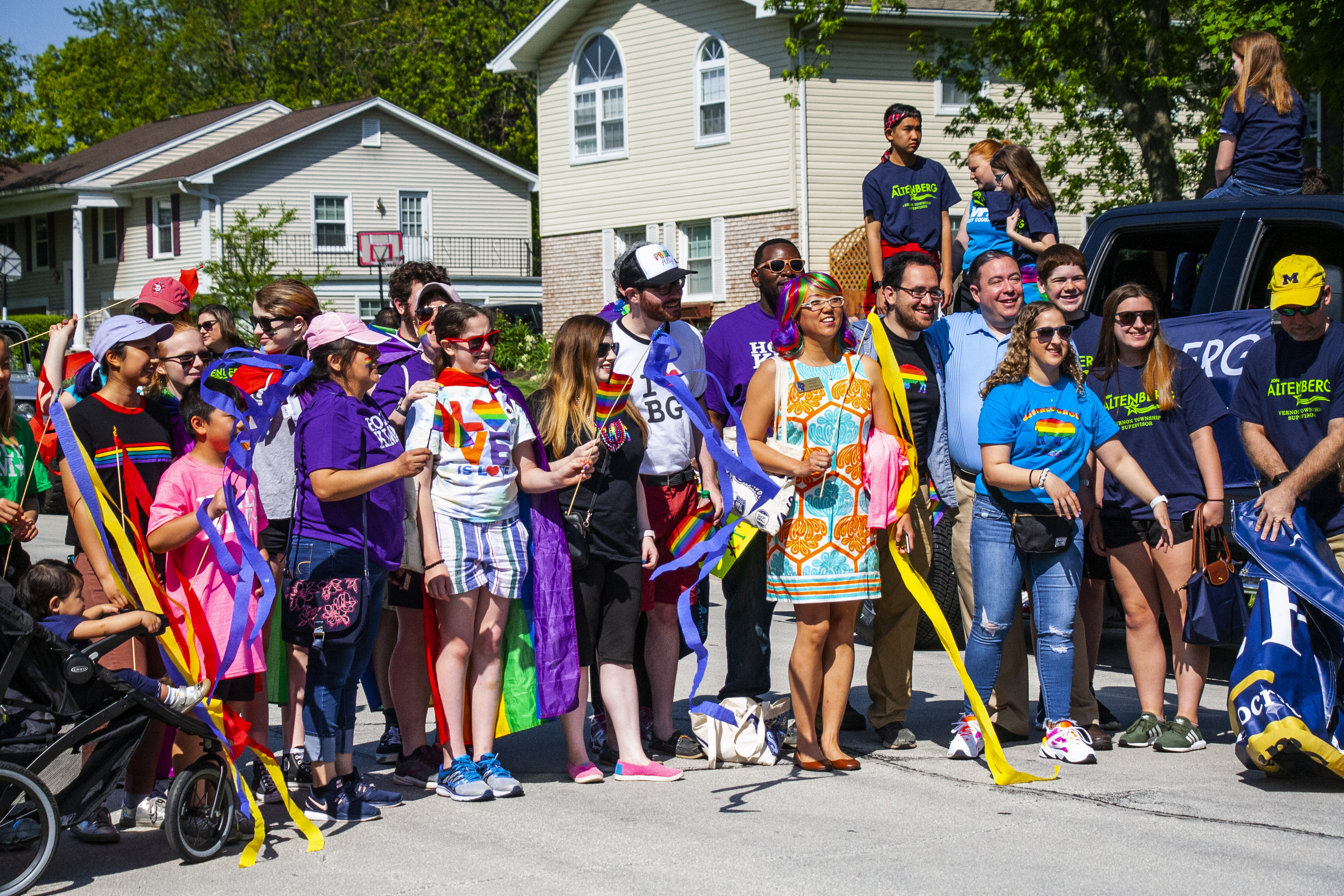
Detalle de la Manifestación del Orgullo LGBT celebrada en Buffalo Grove, Illinois (2019)

Desde su independencia de Gran Bretaña (1776) la República Federal Presidencialista de Estados Unidos mantuvo en su código penal la práctica de relaciones sexuales consentidas entre personas del mismo sexo como un delito. Por la configuración del país, en la que cada estado promulga sus propias leyes, dicha situación se mantuvo hasta 1962 cuando Illinois se convirtió en el primer estado en despenalizarlos. Paulatinamente el resto de los estados retiraron la sodomía como un delito hasta que la Corte Suprema, en 2003, derogó dicha legislación en los 13 estados que todavía la mantenían en sus respectivos códigos penales.Este avance en los estados más conservadores se acompañó por nuevos derechos conquistados en los estados progresistas, tales como el matrimonio igualitario (en Massachusetts, desde el 2004), las uniones civiles (en Vermont, 2000, y Connecticut, 2005) o las  uniones civiles usando el nombre "compañero(a) doméstico(a)" (Hawái, 1997, California, 1999, Maine,  2004, y Nueva Jersey, 2004).

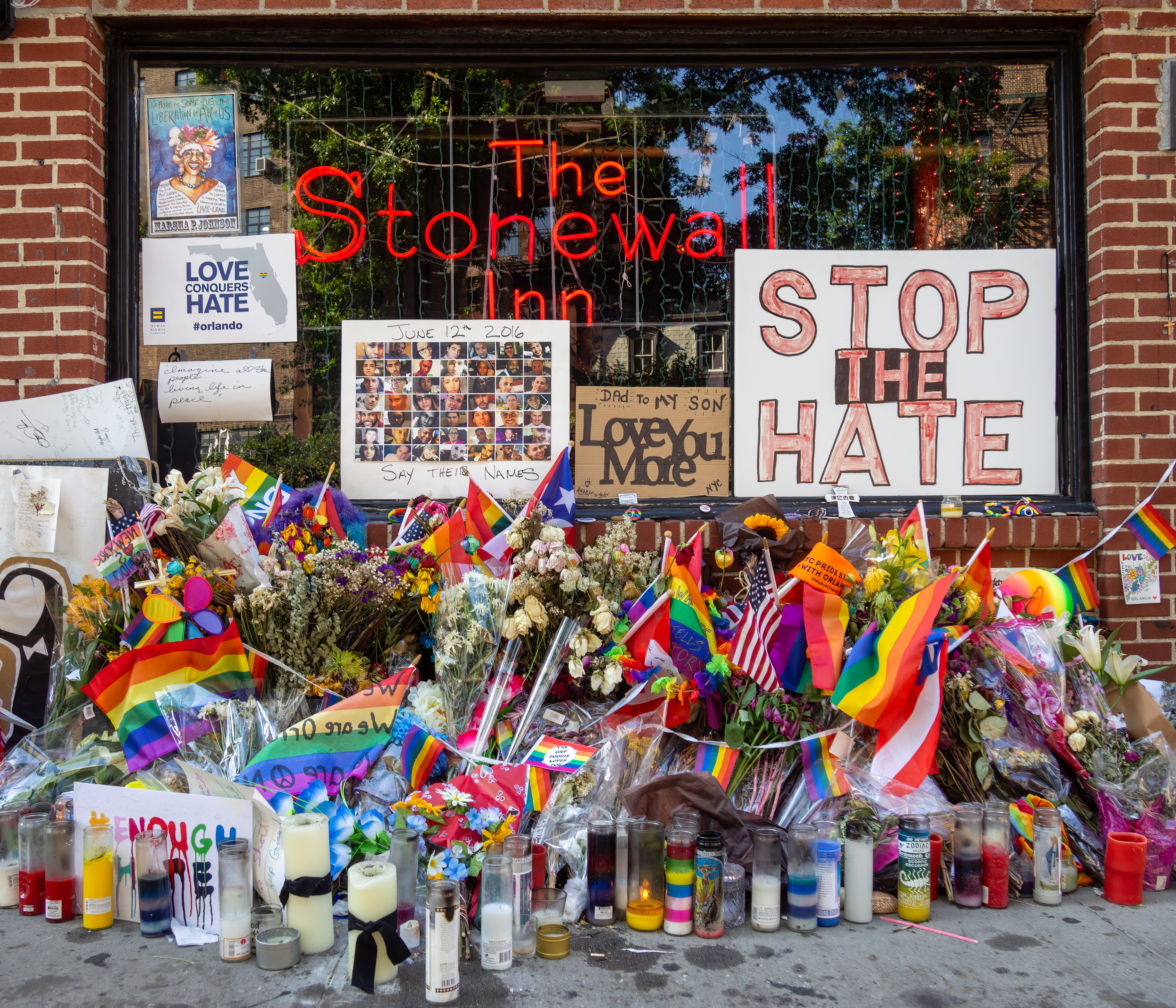
Entrada del club Stonewall Inn (2016)

Se considera que el desarrollo sociocultural del país, respecto a la aceptación de la diversidad sexual, ha sido más rápido que su plasmación en el cuerpo legislativo. La equiparación de los homosexuales fue parte y consecuencia de una liberalización de la sexualidad con respecto a las tradiciones culturales, que han ido perdiendo importancia durante el siglo XX, que dieron paso al concepto de libertad sexual individual. La emancipación de los homosexuales comenzó en Estados Unidos durante la Segunda Guerra Mundial (1939-1945). Entre los hitos sucedidos a lo largo del siglo XX figuran la publicación del estudio El comportamiento sexual masculino (1948) de Alfred Kinsey, la fundación de la Mattachine Society (1950), el movimiento por los derechos civiles (1955-1968), algunos de cuyos promotores más tarde se convertirían en activistas homosexuales, los disturbios de Stonewall (1969), la creación de organizaciones de lucha como el Gay Liberation Front (1969), la eliminación de la homosexualidad del catálogo de enfermedades de la Asociación Psiquiátrica de Estados Unidos (1973), la inclusión de minorías (desde la década de 1990) y la lucha por el matrimonio igualitario en el siglo XXI.
En 1973 la Asociación Estadounidense de Psiquiatría decidió eliminar la homosexualidad de su lista de enfermedades mentales. Algunos movimientos religiosos en el país defienden que pueden cambiar la orientación homosexual por medio de una "terapia reparativa". Esto ha sido denunciado por organizaciones estadounidenses de profesionales de medicina física y mental como ineficaz, innecesario y potencialmente peligroso. Aun así, la homofobia en los Estados Unidos es muy fuerte en algunos movimientos cristianos, como el del reverendo Fred Phelps (1929-2014), que defendió la tortura y el asesinato de Matthew Shepard, un joven universitario homosexual sucedido en 1998. Este caso llevó a que la homofobia y el maltrato a los homosexuales se planteara abiertamente en los medios de comunicación. El hecho llevó al presidente Bill Clinton a intentar ampliar la protección federal por "crímenes de odio" a homosexuales, mujeres y discapacitados, proyecto que fracasó al ser rechazado por la Cámara de Representantes de Estados Unidos. Pese a ello se considera que este hecho fue el punto de inflexión para que se empezara a considerar la homofobia de una manera distinta.

### México

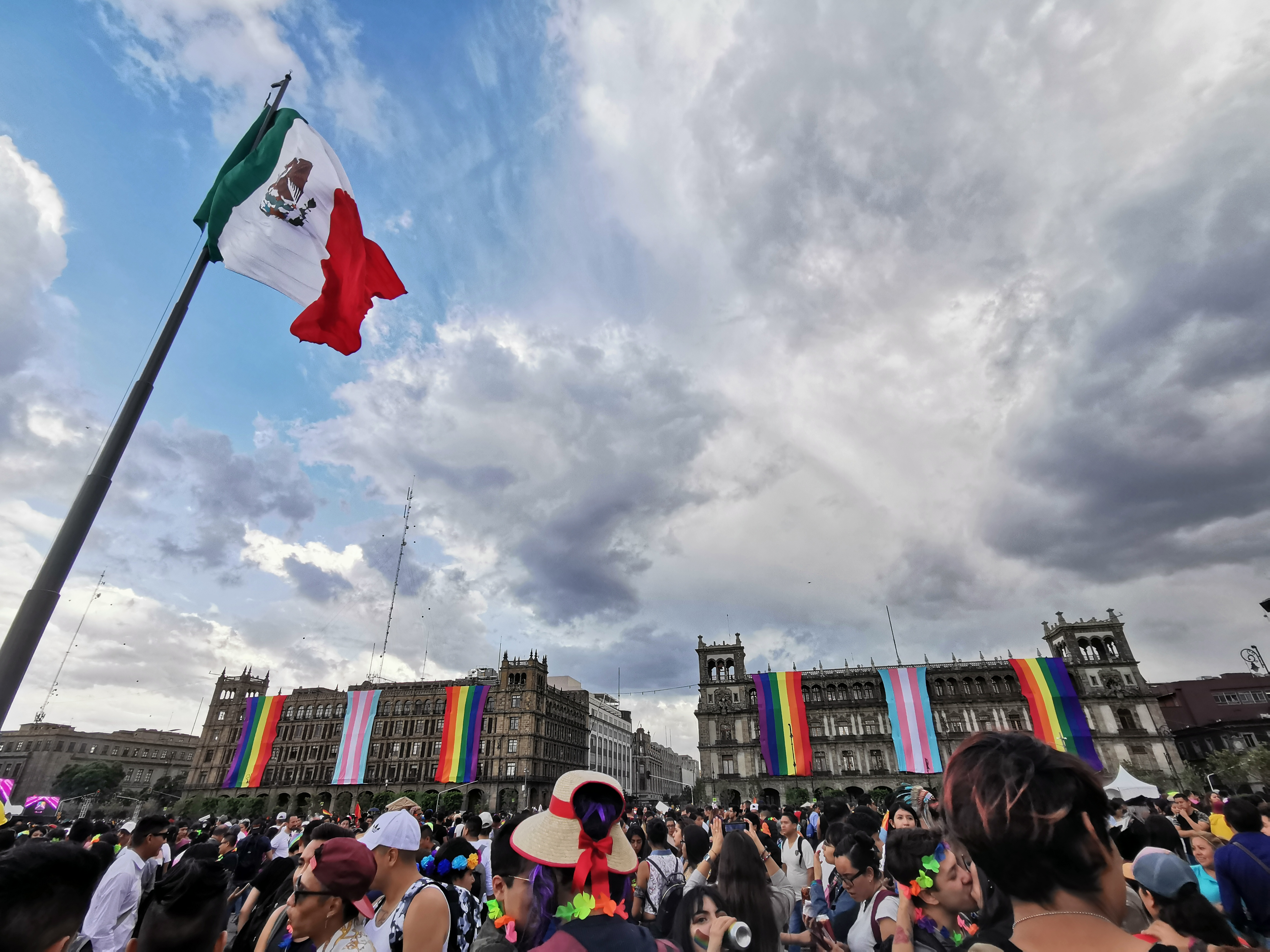
Detalle de la Manifestación del Orgullo LGBT celebrada en Ciudad de México (2019)

En México, república representativa, democrática, laica y federal compuesta por 32 entidades federativas (31 estados y la capital), el primer Código penal federal (1871) no contenía disposición ninguna que penalizara las relaciones homosexuales consentidas entre adultos aunque existe constancia de que otras disposiciones fueron utilizadas para perseguir a la población LGBT.Aunque la diversidad sexual tuvo una mala consideración social en la actualidad es generalmente aceptada y cuenta con protección legal contra la discriminación en la gran mayoría de los estados que conforman el país. Pese a ello la población LGBT mexicana aún enfrenta ciertos desafíos sociales que no experimentan las personas heterosexuales o cisgénero, especialmente las personas trans.

"En los ochenta y noventa cuando no podías decir que alguien era gay decías que era alguien de ambiente, actualmente así se le dice a muchos antros y bares gays. El Noa Noa no era uno de ellos como tal, pero sí era un punto de reunión de trabajadoras sexuales y gente homosexual donde había más libertad para ser tú mismo, era un lugar libre de prejuicios. Esto refleja la doble moral mexicana sobre la homosexualidad. Es la clásica frase "Yo tengo amigos gay, a mí no me molesta que sean gays, siempre y cuando no se besen enfrente de mí o se quieran casar""
Luis Guzmán (verne.elpais.com, 30 de agosto de 2016) 

En la década de los años 1970 se iniciaron los primeros movimientos sociales a favor de la diversidad sexual y a partir de la reforma del artículo primero de la Constitución (2001), que prohíbe la discriminación, el gobierno mexicano inició políticas públicas a favor de la población homosexual. Entre ellas se destaca la campaña de sensibilización contra la homofobia, coordinada por el Consejo Nacional para Prevenir la Discriminación] (Conapred) y el Censida. Como resultado se crearon leyes para combatir la discriminación (2003), legalizar el matrimonio entre personas del mismo sexo (2022) y registrar legalmente el cambio de sexo (2014). La adopción homoparental y el cambio de sexo en documentos de identidad, sin necesidad de permiso judicial, son legales en la mayoría de los estados, sin embargo, está pendiente que sean legales en todo el país. En 2023, el INEGI en su encuesta nacional sobre diversidad sexual y de género (ENDISEG) comunicó que la población LGBT en México asciende a más de 5 millones de personas (5.1% de la población mayor de edad), lo que significa que 1 de cada 20 personas mayores de edad en México se identifica como LGBT.

"Yo ya veo muchísima más inclusión en la televisión, en las series. Me parece muy absurdo que se les haga más fácil mostrar violencia y que tengan una clasificación más apta los disparos y la sangre que un beso entre dos personas del mismo sexo. Y eso que a mí no me gusta exhibir públicamente mi situación amorosa porque me gusta que sea muy privado para concentrarme y sentirme muy libre. Pero para mí son cosas que se han ido cambiando y mejorando y todo. Yo por lo pronto creo que he hecho bien mi trabajo, por parte de mis hijos, que tienen amigos gays y straights, y que ellos saben que la comunidad gay nos ha dado a toda la familia de comer".
Gloria Trevi (rtve.es, 23 de julio de 2021) 

El Ministerio de Asuntos Exteriores, Unión Europea y Cooperación del Gobierno de España, en sus recomendaciones de viaje a febrero de 2024, indica que "las Autoridades mexicanas reconocen las parejas de hecho y matrimonios del mismo sexo. En los 32 Estados de la Federación se puede celebrar el matrimonio entre personas del mismo sexo. México cuenta con Leyes y Programas dirigidos a prohibir todo tipo de discriminación basada en la orientación sexual y para combatir la homofobia, no obstante, las personas LGBTI siguen sujetas a prejuicios con alto arraigo en la sociedad".

"En lo personal, es un crecimiento importante para mí… la gente no sabe que a lo mejor un alto ejecutivo de una empresa transnacional es homosexual, por eso me parece importante que la gente lo sepa; que es una persona común y corriente que se supera, que logra sus sueños y que no tiene porqué ser una forma de etiquetar o tacharnos, ni nada eso. Entonces si me puedo sumar y tengo la madurez para poder hacerlo y me siento mucho más cómodo con eso, pues lo voy a hacer. Soy gay y estoy muy orgulloso de poder decirlo"
Jorge Luis Martínez (gq.com.mx, 10 de agosto de 2019) 

### Groenlandia
En Groenlandia dependencia perteneciente a Dinamarca, en la isla y en su metrópoli es legal la unión civil, y el matrimonio respetando y protegiendo los derechos de las personas homosexuales. Desde 2015 Groenlandia, ha decidido de forma unánime asumir como propia la legislación danesa en materia de matrimonio entre personas del mismo sexo y adopción homoparental y permitir así casarse y adoptar a las parejas del mismo sexo.

### San Pedro y Miquelón

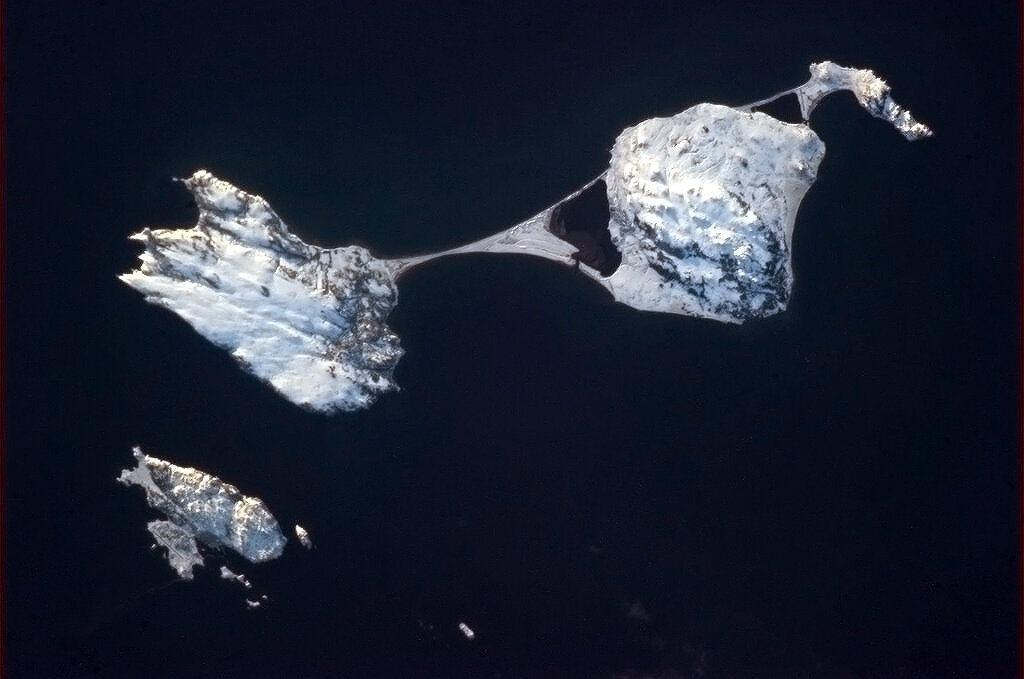
Panorámica de San Pedro y Miquelón, capturada por el astronauta Chris Hadfield, desde la Estación Espacial Internacional (2013)

En San Pedro y Miquelón, un departamento o territorio ultramaritimo de Francia, la situación es similar a la de Dinamarca con Groenlandia: ambos comparten las mismas leyes como el resto de sus demás territorios o departamentos de ultramar, como la Guayana Francesa, Guadalupe, Martinica o Nueva Caledonia. De acuerdo a la legislación de la metrópolí es legal la unión civil donde se respetan y se protegen todos los derechos de las personas con esta orientación sexual. Como en Francia es posible legalizar el matrimonio entre personas del mismo sexo y la adopción conjunta.

### Islas Bermudas

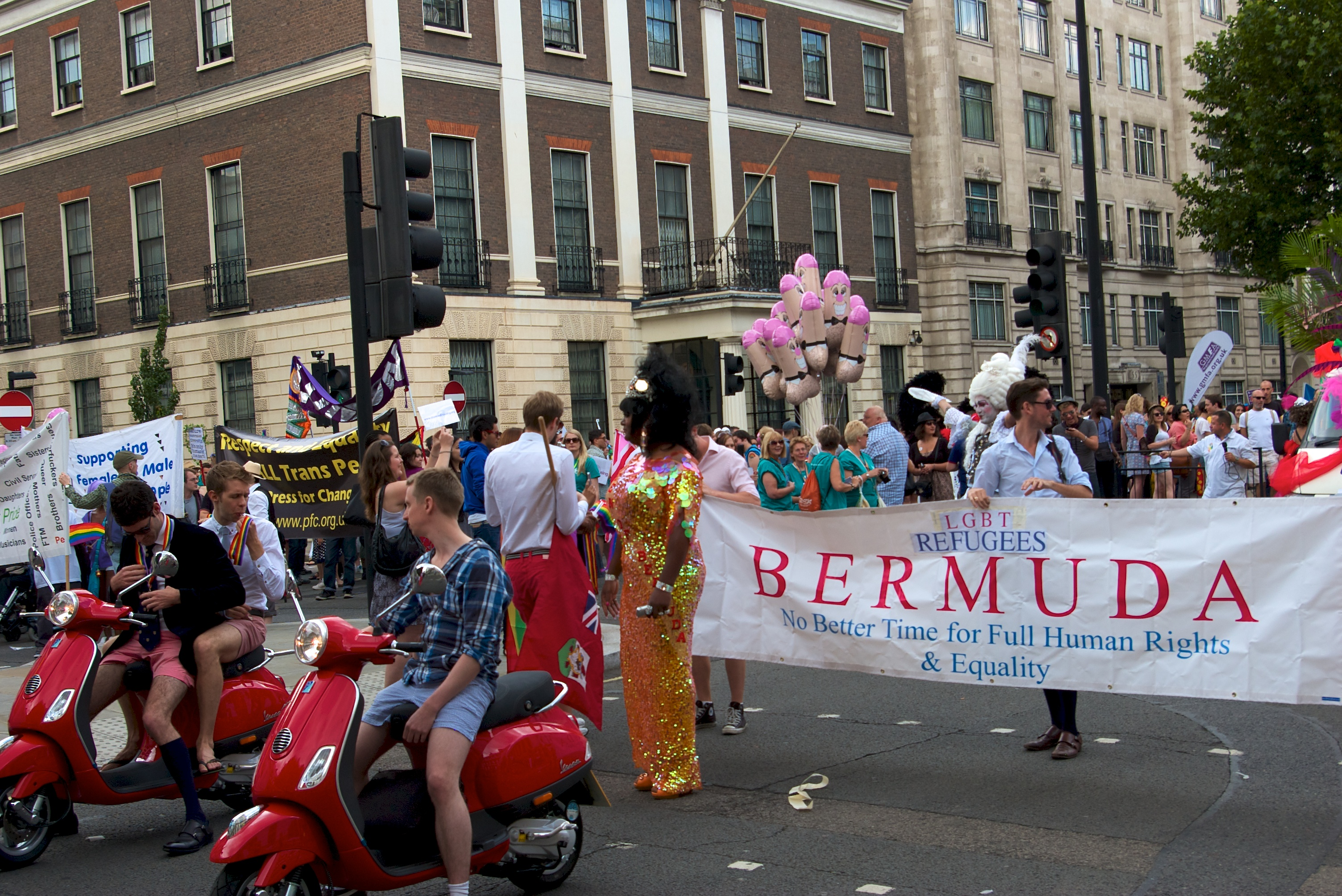
Pancarta contra la homofobia en Bermudas durante la Manifestación del Orgullo LGBT+ en Londres (2011)

En las Islas Bermudas, colonia o territorio de ultramar perteneciente al Reino Unido, como en el resto de territorios británicos la homosexualidad es legal (1994) y no está penalizada. Aunque en este caso no comparte las leyes con la metrópoli, ya que las Bermudas cuentan con código penal propio (1907), sí se legalizó la unión civil entre parejas del mismo sexo (2017) y la adopción conjunta de menores (2015). Pese a ello la La Ley de reforma a la ley de protección de la infancia (2019) sigue manteniendo una edad de consentimiento más elevada en caso de relaciones sexuales anales (18 años) frente a los 16 años para otro tipo de relaciones sexuales.También las organizaciones de defensa de los derechos LGBT+, que organizaron la primera Manifestación del Orgullo en 2019, inciden en que socialmente existe una homofobia latente y en ocasiones explícita por lo que aún existe trabajo por realizar.

"Nuestra cultura es homofóbica de una manera informal en formas que la gente ni siquiera conoce o realmente aprecia aunque también puede ser abiertamente homofóbica. Cuando digo homofobia informal me refiero a que por ejemplo si alguien fuera racista en una reunión la gente lo controlaría. De hecho la gente se autocensura para no mostrar su racismo, por así decirlo. Pero en lo relativo a la homofobia existe la convicción de que nadie te va a corregir en una reunión si la manifiestas, no vas a recibir críticas y, por lo tanto, no tienes que autocensurarte".
Tiffany Paynter (royalgazette.com, 22 de agosto de 2023) 